# Orchidoideae
Sous-famille
Synonymes
- Ophrydoideae Burnett (1835)[1]
- Ophrydeae Garay (1960)[2]
- Spiranthoideaea Dressler (1979)[3],[4]

Les Orchidoideae sont une sous-famille de plantes de la famille des Orchidaceae (Orchidées). Elle compte plusieurs dizaines de milliers d'espèces dont les fleurs présentent :
- un labelle différencié : le pétale supérieur, qui a subi une différenciation morphologique,
- les parties sexuées soudées en une colonne appelée gynostème comprenant une seule étamine fertile avec les grains de pollen réunis en pollinies séparées des deux stigmates fertiles par le rostellum,
- un ovaire infère ayant, la plupart du temps, subi une torsion à 180 degrés (résupination), mettant le labelle en position inférieure.

## Liste des tribus, sous-tribus et non-classés
Selon NCBI (9 juin 2013) :
- tribu Cranichideae
  - sous-tribu des Chloraeinae
  - sous-tribu des Cranichidinae
  - sous-tribu des Galeottiellinae
  - sous-tribu des Goodyerinae
  - sous-tribu des Manniellineae
  - sous-tribu des Prescottiinae
  - sous-tribu des Pterostylidinae
  - sous-tribu des Spiranthinae
  - non-classé Cranichideae incertae sedis
- tribu des Diseae
  - sous-tribu des Coryciinae
  - sous-tribu des Satyriinae
- tribu des Diurideae
  - sous-tribu des Acianthinae
  - sous-tribu des Caladeniinae
  - sous-tribu des Cryptostylidinae
  - sous-tribu des Diuridinae
  - sous-tribu des Drakaeinae
  - sous-tribu des Megastylidinae
  - sous-tribu des Prasophyllinae
  - sous-tribu des Rhizanthellinae
  - sous-tribu des Thelmytrinae
- tribu des Orchideae
  - sous-tribu des Brownleeinae
  - sous-tribu des Disinae
  - sous-tribu des Orchidinae
  - non-classé Orchideae incertae sedis

Selon ars.grin.org (site visité le 13 décembre 2022):
- tribu des Chloraeeae
- tribu des Codonorchideae
- tribu des Cranichideae
- tribu des Diseae
- tribu des Diurideae
- tribu des Orchideae